# D.F.C. in het seizoen 1961/62
Het seizoen 1961/1962 was het achtste jaar in het bestaan van de Dordtse betaaldvoetbalclub D.F.C. De club kwam uit in de Nederlandse Eerste divisie A en eindigde daarin op de negende plaats, dit betekende rechtstreekse degradatie naar de Tweede divisie. Tevens deed de club mee aan het toernooi om de KNVB beker, hierin werd in de vierde ronde, na verlenging, verloren van DHC (1–2).

## Wedstrijdstatistieken

### Eerste divisie A
|       | AGOVV | Alkmaar '54 | BVV   | DHC   | Eindhoven | Fortuna | Go Ahead | 't Gooi | Haarlem | Helmond | KFC   | Leeuwarden | Sittardia | Stormvogels | SVV   | Veendam | Vitesse |
| ----- | ----- | ----------- | ----- | ----- | --------- | ------- | -------- | ------- | ------- | ------- | ----- | ---------- | --------- | ----------- | ----- | ------- | ------- |
| Thuis | 1 – 0 | 2 – 3       | 2 – 0 | 1 – 3 | 3 – 0     | 3 – 3   | 3 – 2    | 2 – 0   | 2 – 0   | 4 – 0   | 0 – 0 | 1 – 0      | 0 – 0     | 1 – 1       | 3 – 3 | 0 – 0   | 0 – 0   |
| Uit   | 2 – 0 | 0 – 1       | 2 – 1 | 1 – 1 | 1 – 0     | 0 – 0   | 1 – 1    | 1 – 1   | 0 – 0   | 0 – 1   | 2 – 1 | 2 – 0      | 0 – 1     | 0 – 6       | 1 – 1 | 3 – 0   | 0 – 2   |

### KNVB beker
| 2e ronde                                   | D.F.C.                                         | 3 – 0 (1 – 0)                      | EBOH                        |
| 31 maart 1962 Plaats: Dordrecht Krommedijk | Leen de Visser 25', 75' Hans de Vos 80' (pen.) |                                    |                             |
| 3e ronde                                   | D.F.C.                                         | 2 – 1 (2 – 0)                      | Feijenoord                  |
| 29 april 1962 Plaats: Dordrecht Krommedijk | Leen de Visser 2' Arie Schoon 6'               |                                    | 60' (pen.) Gerard Bergholtz |
| 4e ronde                                   | DHC                                            | 2 – 1 (0 – 0, 1 – 1) Na verlenging | D.F.C.                      |
| 31 mei 1962 Plaats: Delft Brasserskade     | Willem van Buuren 47' Chiel Jansen 120'        |                                    | 62' Wim van Twist           |

## Statistieken D.F.C. 1961/1962

### Eindstand D.F.C. in de Nederlandse Eerste divisie A 1961 / 1962
| Stand | Gespeeld | Gewonnen | Gelijk | Verloren | Punten | Doelpunten voor | Doelpunten tegen |
| ----- | -------- | -------- | ------ | -------- | ------ | --------------- | ---------------- |
| 9e    | 34       | 13       | 13     | 8        | 39     | 45              | 31               |

### Topscorers
| #                 | Naam              | Goal |
| ----------------- | ----------------- | ---- |
| 1.                | Hans de Vos       | 11   |
| 2.                | Leen de Visser    | 10   |
| 3.                | Jan van Sluijsdam | 8    |
| 4.                | Joop van Linstee  | 4    |
| 5.                | Bertus Los        | 3    |
| 5.                | Arie Schoon       | 3    |
| 7.                | Jan de Jager      | 2    |
| 7.                | Fons van Rosmalen | 2    |
| 9.                | Freek Bellaard    | 1    |
| 9.                | Jan Rovers        | 1    |
| Onbekend doelpunt |                   |      |
| –                 | Onbekend          | 1    |
| Totaal            | Totaal            | 45   |

| #      | Naam           | Goal |
| ------ | -------------- | ---- |
| 1.     | Leen de Visser | 3    |
| 2.     | Arie Schoon    | 1    |
| 2.     | Wim van Twist  | 1    |
| 2.     | Hans de Vos    | 1    |
| Totaal | Totaal         | 6    |